# Toni Androić
Toni Androić (Pula, 18. prosinca 1991. - ) je hrvatski tenisač osvajač triju ITF futures turnira, te finalist na njih osam. Trenira ga poznati hrvatski tenisač Goran Prpić. 2012. je kao član HTK Zagreb osvojio državno prvenstvo Hrvatske.

## Vanjske poveznice
- Toni Androić, svi članci, 24 sata
- Toni Androić at the Tennis Explorer (engl.)